# کامین کراینسکی
کامین کراینسکی (به لاتین: Kamień Krajeński) یک شهرک در لهستان است که در شهرستان شمپولنو واقع شده‌است.

## خصوصیات
کامین کراینسکی ۳٫۶۵ کیلومترمربع مساحت و ۲٬۲۵۱ نفر جمعیت دارد.